# Axioma de Martin
No campo matemático da teoria dos conjuntos, o axioma de Martin, introduzido por Donald A. Martin e Robert M. Solovay (1970), é uma sentença que é independente dos axiomas da teoria dos conjuntos de ZFC. Esta é implícita pela hipótese contínua, mas é consistente com ZFC e a negação da hipótese contínua. Informalmente, ele afirma que todos os cardinais menores que a cardinalidade do contínuo, c, se comportam aproximadamente como {\displaystyle \aleph _{0}}. A intuição por trás disso pode ser entendida através do estudo da prova do lema de Rasiowa–Sikorski. É um princípio que é usado para controlar alguns argumentos de forcing.

## Sentença do Axioma de Martin
Para qualquer cardinal k, é definida uma sentença, denotada por MA(k):
Para qualquer ordem parcial P satisfazendo a condição de cadeia contável (também chamada de ccc) e qualquer família D de conjuntos densos em P tais que |D| ≤ k, há um filtro F em P tal que F ∩ d é não-vazio para todo d em D.
Como é um teorema de ZFC que MA(c) falha, o axioma de Martin é escrito como:
Axioma de Martin (MA): Para todo k < c, MA(k) é válida.
Neste caso (para aplicação da ccc), uma anti-corrente é um subconjunto A de P tal que quaisquer dois membros distintos de A são incompatíveis (dois elementos são ditos compatíveis se existe um elemento comum abaixo dos dois na ordem parcial). Isto difere, por exemplo, da noção de anti-corrente no contexto de árvores.
MA({\displaystyle \aleph _{0}}) é simplesmente verdadeiro. Isto é conhecido como o lema de Rasiowa–Sikorski.
MA({\displaystyle 2^{\aleph _{0}}}) é falso: [0, 1] é um  espaço compacto Hausdorff, o qual é separável e por isso obedece à ccc. Ele não possui pontos isolados, então os pontos nele não são densos, mas o é a união de {\displaystyle 2^{\aleph _{0}}} pontos.

## Formas equivalentes de MA(k)
As seguintes sentenças são equivalentes ao Axioma de Martin:
- Se X é um espaço topológico compacto Hausdorff que satisfaz a ccc, então X não é a união de k ou subconjuntos não-densos menores.

- Se P é um poset não-vazio que satisfaz a ccc e Y é uma família de suconjuntos cofinais de P com |Y| ≤ k então há um conjunto A direcionado para cima tal que A encontra todo elemento de Y.

- Seja A um não-zero da álgebra booleana que satisfaz a ccc e F uma família de subconjuntos de A com |F| ≤ k. Então há um homomorfismo booleano φ: A → Z/2Z tal que para todo X em F há um a em X com φ(a) = 1 ou há um limitante superior b para X com φ(b) = 0.

## Consequências
O Axioma de Martin possui várias outras consequências combinatórias, analíticas e topológicas:
- A união de k ou menos conjuntos nulos em uma medida de Borel σ-finita não-atômica em um espaço Polish é nula. Em particular, a união de k ou menos subconjuntos de R de medida Lebesgue 0 também tem medida Lebesgue 0.
- Um espaço compacto Hausdorff X com |X| < 2k é sequencialmente compacto, i.e., toda sequência tem uma subsequência convergente.
- Nenhum ultrafiltro não-principal em N tem uma base de cardinalidade < k.
- Equivalentemente para qualquer x em βN\N nós temos χ(x) ≥ k, onde χ é o caractere de x, e também χ(βN) ≥ k.
- MA({\displaystyle \aleph _{1}}) implica que o produto de espaços topológicos ccc é ccc (o que por sua vez implica que não há linhas Suslin.
- MA + ¬CH implica que existe um grupo Whitehead que não é livre; Shelah usou isto para mostrar que o problema Whitehead é independente de ZFC.